# Ragnar Rygel
Ragnar Emil Rygel (Asker, 25 maggio 1930 – Fyllingsdalen, 13 settembre 1999) è stato un hockeista su ghiaccio e calciatore norvegese, di ruolo centrocampista.

## Carriera
Rygel praticò calcio, hockey su ghiaccio e bandy. Nel calcio, fu in forza all'Asker, giocandovi dal 1948 al 1956 e disputando anche 2 partite per la Norvegia. Esordì il 7 giugno 1954, nella sconfitta per 3-0 contro la Svezia.
Per quanto riguarda la sua carriera da hockeista su ghiaccio, partecipò ai VI Giochi olimpici invernali con la Nazionale norvegese.